# Isarco Ravaioli
Isacco Ravaioli, más conocido por Isarco Ravaioli  (Ravena, 3 de marzo de 1933 - Roma, 15 de febrero de 2004) fue un actor de cine italiano.

## Biografía
En su juventud Isacco Ravaioli obtuvo un diploma de enseñanza en su ciudad natal y comenzó a trabajar como maestro de escuela de enseñanza primaria. Impulsado por su pasión por el cine, se mudó a Roma donde asistió a los cursos de actuación de Pietro Sharoff, obteniendo sus primeros papeles en el cine. Posteriormente se matriculó en el Centro Sperimentale di Cinematografia, donde se graduó en 1957. Isarco Ravaioli apareció en docenas de películas como actor secundario, principalmente en los géneros de aventuras y peplum, hasta su retirada en la década de 1980.

## Filmografía
- La storia del fornaretto di Venezia, dirigida por Giacinto Solito (1952)
- La muta di Portici, dirigida por Giorgio Ansoldi (1952)
- François il contrabbandiere, dirigida por Gianfranco Parolini (1953)
- La schiava del peccato, dirigida por Raffaello Matarazzo (1954)
- I tre ladri, dirigida por Lionello De Felice (1954)
- La figlia del forzato, dirigida por Gaetano Amata (1954)
- Moglie e buoi, dirigida por Leonardo De Mitri (1955)
- Accadde di notte, dirigida por Gian Paolo Callegari (1956)
- Caporale di giornata, dirigida por Carlo Ludovico Bragaglia (1958)
- Il bacio del sole (Don Vesuvio), dirigida por Siro Marcellini (1958)
- Perfide... ma belle, dirigida por Giorgio Simonelli (1959)
- L'arciere nero, dirigida por Piero Pierotti (1959)
- Psicanalista per signora, dirigida por Jean Boyer (1959)
- Caravan petrol, dirigida por Mario Amendola (1959)
- La cento chilometri, dirigida por Giulio Petroni (1959)
- La notte brava, dirigida por Mauro Bolognini (1959)
- El vagabundo y la estrella, dirigida por Mateo Cano y José Luis Merino (1960)
- Il principe fusto, dirigida por Maurizio Arena (1960)
- L'amante del vampiro, dirigida por Renato Polselli (1960)
- Saffo, venere di Lesbo, dirigida por Pietro Francisci (1960)
- Un giorno da leoni, dirigida por Nanni Loy (1960)
- La grande vallata, dirigida por Angelo Dorigo (1961)
- Arrivano i titani, dirigida por Duccio Tessari (1962)
- L'affondamento della Valiant, dirigida por Roy Ward Baker (1962)
- Vita privata, dirigida por Louis Malle (1962)
- Vulcano, figlio di Giove, dirigida por Emimmo Salvi (1962)
- Anno 79 - La distruzione di Ercolano, dirigida por Gianfranco Parolini (1962)
- Noches de Casablanca, dirigida por Henri Decoin (1963)
- Il vecchio testamento, dirigida por Gianfranco Parolini (1963)
- La mano sul fucile, dirigida por Luigi Turolla (1963)
- Super rapina a Milano, dirigida por Adriano Celentano (1964)
- I maniaci, dirigida por Lucio Fulci (1964)
- F.B.I. operazione Baalbek, dirigida por Marcello Giannini (1964)
- Sandokan alla riscossa, dirigida por Luigi Capuano (1964)
- Gli eroi di Fort Worth, dirigida por Alberto De Martino (1964)
- Agente segreto 777 - Operazione Mistero, dirigida por Enrico Bomba (1965)
- I criminali della galassia, dirigida por Antonio Margheriti (1965)
- I diafanoidi vengono da Marte, dirigida por Antonio Margheriti (1966)
- Djurado, dirigida por Giovanni Narzisi (1966)
- 3 colpi di Winchester per Ringo, dirigida por Emimmo Salvi (1966)
- LSD - Inferno per pochi dollari, dirigida por Massimo Mida (1967)
- Little Rita nel West, dirigida por Ferdinando Baldi (1967)
- Wanted Johnny Texas, dirigida por Emimmo Salvi (1967)
- Squillo, dirigida por Mario Sabatini (1967)
- Flashman, dirigida por Mino Loy (1967)
- Diabolik, dirigida por Mario Bava (1968)
- Omicidio per vocazione, dirigida por Vittorio Sindoni (1968)
- Colpo sensazionale al servizio del Sifar, dirigida por José Luis Merino (1968)
- Satanik, dirigida por Piero Vivarelli (1968)
- O tutto o niente, dirigida por Guido Zurli (1968)
- Testa o croce, dirigida por Piero Pierotti (1969)
- Quel giorno Dio non c'era, dirigida por Osvaldo Civirani (1970)
- 6 dannati in cerca di gloria, dirigida por Jean Negulesco (1970)
- Uccidi Django... uccidi per primo!!!, dirigida por Sergio Garrone (1971)
- I giardini del diavolo, dirigida por Alfredo Rizzo (1971)
- Vamos a matar Sartana, dirigida por Mario Pinzauti (1971)
- I corsari dell'isola degli squali, dirigida por Josè Merino (1972)
- La verità secondo Satana, dirigida por Renato Polselli (1972)
- La vergine di Bali, dirigida por Guido Zurli (1972)
- Il seme di Caino, dirigida por Marco Masi (1972)
- Rivelazioni di uno psichiatra sul mondo perverso del sesso, dirigida por Renato Polselli (1973)
- L'orgia dei morti, dirigida por José Luis Merino (1973)
- Mania, dirigida por Renato Polselli (1974)
- La linea del fiume, dirigida por Aldo Scavarda (1976)
- Kaput Lager - Gli ultimi giorni delle SS, dirigida por Luigi Batzella (1977)
- Gola profonda nera, dirigida por Guido Zurli (1977)
- Gli uccisori, dirigida por Fabrizio Taglioni (1977)
- Il commissario Verrazzano, dirigida por Franco Prosperi (1978)
- Duri a morire, dirigida por Aristide Massaccesi (1979)
- Quando l'amore è oscenità, dirigida por Renato Polselli (1980)
- Il trono di fuoco, dirigida por Franco Prosperi (1983)